# Dečanska (Bělehrad)
Dečanska (v srbské cyrilici Дечанска) je ulice v srbské metropoli Bělehradu. Spojuje Makedonskou ulici s náměstím Nikoly Pašiće. Pojmenována je po klášteru Visoki Dečani, který se nachází v západní části Kosova. Je dlouhá 280 m a má podobu rušné uliční komunikace s několika pruhy. Ústí do ní také Terazijský tunel.

## Název
Ulice patří k nejčastěji přejmenovávaným třídám v srbské metropoli. Nejprve nesla název Kolarska podle původních kolářských dílen. Později byla roku 1892 pojmenována na ulici Dvou jabloní (srbsky Dva jablana). O čtyři roky později se jmenovala Dečanska. V období existence socialistické Jugoslávie se jmenovala Kardeljeva podle Edvarda Kardelja a později Moše Pijade po stejnojmenném partyzánovi. Současný název má od roku 1997.

## Historie
Ve 3. století se v její blízkosti nacházela antická nekropole.
Ulice vznikla v roce 1872.
Významné a reprezentativní budovy v Dečanské ulici byly po druhé světové válce znárodněny. V druhé polovině 50. let 20. století byla přebudována do podoby moderní ulice a vznikly zde i současné budovy.

## Významné budovy
- Dům mládeže (srbsky Dom omladine)
- Budova agrární banky kde dnes sídlí Historické muzeum Srbska.